# روتو
روتو (انگلیسی: Rohto) شرکت داروسازی ژاپنی است، که در سال ۱۸۹۹ تأسیس شد.